# 12.ª SS División Panzer Hitlerjugend
La 12.ª SS División Panzer Hitlerjugend (en alemán denominada 12. SS-Panzer-Division "Hitlerjugend") fue una División blindada de las Waffen-SS empleada por Alemania en los frentes del Este y del Oeste durante la Segunda Guerra Mundial. La mayoría de sus componentes habían sido miembros de las Juventudes Hitlerianas (Hitlerjugend) y habían nacido hacia 1926. Es una de las dos divisiones alemanas que llevaron el nombre de Adolf Hitler.

## Historial

### Constitución
Durante el mes de enero de 1943, el SS-Gruppenführer Gottlob Berger propuso al Reichsführer-SS Heinrich Himmler la formación de una División de las SS compuesta por miembros de las Juventudes Hitlerianas. Este lo aprueba entusiásticamente, y el 10 de febrero de 1943 se dicta el decreto oficial para la utilización de jóvenes del reemplazo de 1926 para formar la División SS Hitlerjugend. Como comandante de la división, Himmler designó al SS-Oberführer Fritz Witt, salido de la Leibstandarte SS Adolf Hitler, unidad fogueada en combate, que igualmente suministró otros cuadros para la nueva División. Tras un concurso, se adoptó la insignia de la División, formada por la runa de la victoria de las Juventudes Hitlerianas cruzada con una llave, la insignia de la Leibstandarte.
Hasta el 1 de septiembre de 1943, más de 16.000 miembros de las Juventudes Hitlerianas fueron llamados a sus filas y recibieron durante 6 semanas una formación militar básica. Durante su período de formación en Beverloo (Bélgica), se decidió transformar la División, inicialmente prevista como División de Panzergrenadier (Infantería motorizada), en una División blindada (Panzerdivision). A raíz del otorgamiento de un número a las unidades de las Waffen-SS el 22 de octubre de 1943, la unidad recibe el número 12 y sus dos Regimientos de Panzergrenadier los números 25.º y 26.º.
Para comienzos de marzo de 1944 la División estaba a punto para su bautismo de fuego, y fue transferida a Caen, en Normandía, bajo el mando del Panzergruppe West. Durante su traslado, 86 personas fueron asesinadas por miembros de la División como represalia por un ataque al tren en que viajaban en la noche del 1 al 2 de abril de 1944 (la llamada masacre de Ascq).

### Combates en Normandía

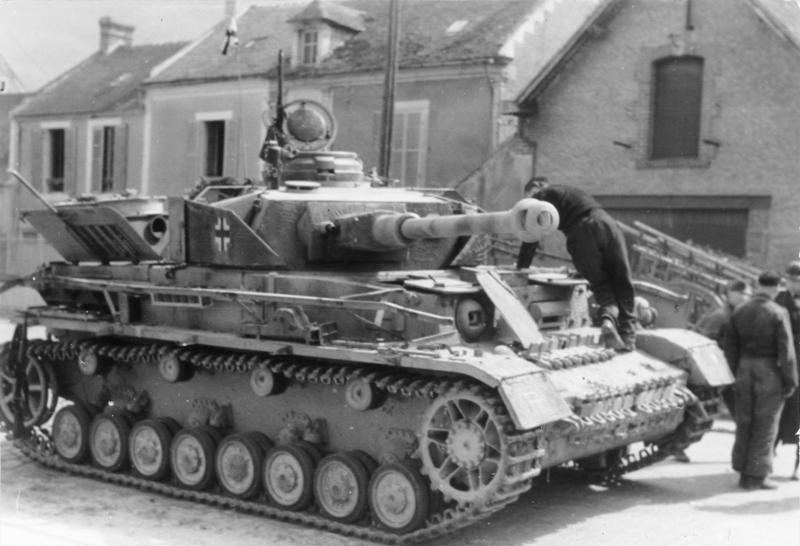
Un Panzer IV de la división estacionado en Rouen, el 21 de junio de 1944.

El 6 de junio de 1944 recibió su bautismo de fuego durante el comienzo de la Operación Overlord, el desembarco y liberación de Normandía por los aliados. La 12.ª SS División Panzer "Hitlerjugend" era entonces, junto a la 21.ª División Panzer, la unidad blindada de reserva que se encontraba estacionada más cerca de las playas de desembarco. Como resultado de los intensos bombardeos aéreos en la zona, no pudieron iniciar el combate sino hasta las 22 horas, en las cercanías de Évrecy.
El 7 de junio, el 25º Regimiento de Panzergrenadier SS, al mando del SS-Standartenführer Kurt Meyer, conocido como «Panzermeyer», y la 2ª Compañía del 12º Regimiento Blindado SS lograron rechazar un ataque canadiense, destruyendo 28 carros y provocando fuertes pérdidas al Regimiento Nova Scotia Highlanders. El Kampfgruppe solo tuvo seis bajas. Durante esta acción, 7 prisioneros de guerra canadienses fueron asesinados por miembros de la Hitlerjugend en la Abadía de Ardenne, cerca de Saint-Germain-la-Blanche-Herbe. No obstante, durante el juicio contra Panzer Meyer, en diciembre de 1945, se reconoció que prisioneros alemanes habían sido asesinados de igual manera por los canadienses. El 8 de junio, el 26º Regimiento Panzergrenadier SS, al mando del SS-Obersturmbannführer Wilhelm Mohnke, alcanzó sus posiciones al oeste de las tropas de Meyer. El regimiento marchó hacia Norrey-en-Bessin, ocupando este pueblo de importancia estratégica.
El 14 de junio, la Royal Navy abrió fuego sobre el Cuartel General de la División, ubicado en Venoix, resultando muerto su comandante, Fritz Witt. Fue reemplazado por Kurt Meyer, el cual, a la edad de 33 años, se convirtió en el más joven comandante de una División durante la Segunda Guerra Mundial. Meyer fue posteriormente acusado de crímenes de guerra, ya que había ordenado a sus unidades no hacer prisioneros. La División recibió entonces la orden de reconquistar Caen en las siguientes cuatro semanas, aunque tenía menos efectivos que el enemigo y tampoco podía contar con apoyo aéreo. En la primera semana de julio, la División sufrió importantes pérdidas, y Meyer ignoró las órdenes recibidas de sostener una línea defensiva al norte de Caen. Se retiró entonces con sus tropas en dirección sur. La División Hitlerjugend había sufrido ya 2.000 muertos, 8.000 heridos y numerosos desaparecidos.

### La retirada

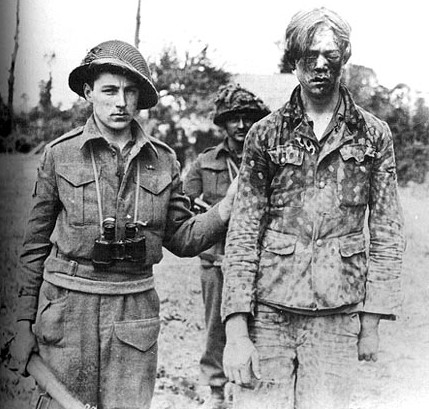
Soldado de la división hecho prisionero por las Fuerzas británicas durante los combates en Normandía, en julio de 1944.

Durante las semanas siguientes, la División retrocedió hasta la frontera franco-belga, y para el mes de septiembre ya solo le quedaban a la unidad unos 2.000 hombres. El propio Kurt Meyer fue hecho prisionero por la resistencia belga el 6 de septiembre, siendo sustituido por el SS-Obersturmbannführer Hubert Meyer. La División es transferida en noviembre a Nienburg, donde debía ser reconstituida tras su aniquilamiento. Meyer fue remplazado por el SS-Obersturmbannführer Hugo Kraas. Bajo su mando, la División se integró en el VI Ejército Panzer-SS, al mando del SS-Oberstgruppenführer Sepp Dietrich, en el seno de la cual participa en la Batalla de las Ardenas. 
La operación Wacht am Rhein (nombre en clave alemán), que se inició el 16 de diciembre de 1944, fue rápidamente frenada por la resistencia de las tropas estadounidenses. Y a pesar de su férrea voluntad, los alemanes no lograron atravesar sus líneas defensivas. La Hitlerjugend tomó parte en el sitio de Bastoña, pero a partir del 18 de enero de 1945, la División fue, como el resto de unidades alemanas, rechazada hasta sus posiciones de partida.

### Hungría y Austria
El 20 de enero de 1945, el VI Ejército Panzer-SS es enviado a Hungría para intentar reconquistar la ciudad de Budapest, en la que 45.000 hombres del IX Cuerpo de Montaña de las SS se encontraban cercados (sitio de Budapest). La División alcanza las afueras de la ciudad en febrero, tan solo unos días antes de la caída definitiva de la ciudad en manos del Ejército Rojo. La Hitlerjugend también había luchado cerca de la ciudad de Gran, ubicada a orillas del Danubio. La División debía posteriormente tomar parte en una operación consistente en la reconquista de los campos petrolíferos existentes en el entorno del lago Balatón (Ofensiva del Lago Balatón u Operación Frühlingserwachen). Hitler estaba ansioso por mantener el secreto de esta operación y ordenó en consecuencia que no se efectuasen reconocimientos previos a la ofensiva sobre el campo de batalla. A pesar de algunos éxitos iniciales, la operación fue cancelada tras una severa resistencia soviética que aniquiló a gran cantidad de tropas veteranas de las Waffen SS, causando nuevas bajas a la recién reforzada División Hitlerjugend.
La Hitlerjugend recibió órdenes de retirarse entonces hacia Viena, ciudad que alcanza a mediados de marzo. Tras la ofensiva soviética sobre Viena en abril de 1945, la Hitlerjugend vuelve a sufrir serias bajas, por lo cual al ser inminente la derrota alemana los sobrevivientes de la división huyen al oeste, rindiéndose seguidamente a las tropas estadounidenses en mayo de 1945.

## Estructura

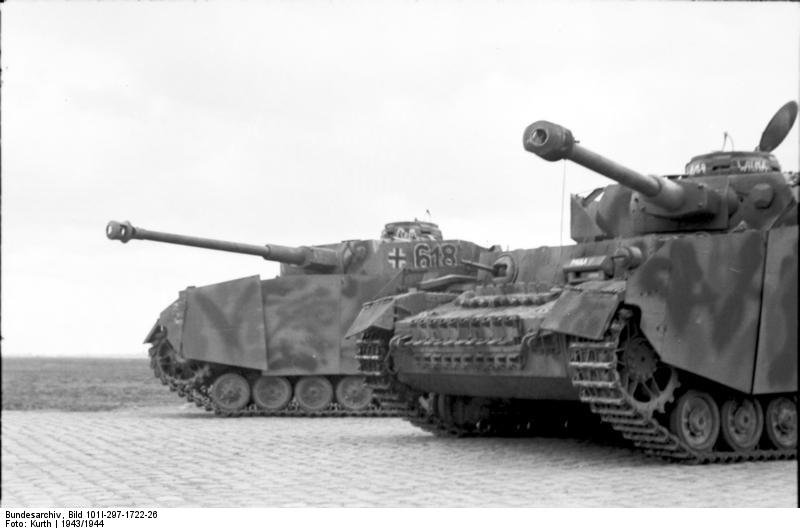
Tanques Panzer IV estacionados en el Norte de Francia, durante el periodo de formación de la División.

### Orden de batalla (1944)
- SS-Panzer-Grenadier-Regiment 25
- SS-Panzer-Grenadier-Regiment 26
- 12.º Regimiento Panzer SS Hitlerjugend
- SS-Panzer-Artillerie-Regiment 12
- SS-Kradschützen-Regiment 12
  - SS-Flak-Artillerie-Abteilung 12
  - SS-Nebelwerfer-Abteilung 12
  - SS-Panzer-Aufklärungs-Abteilung 12
  - SS-Panzerjäger-Abteilung 12
  - SS-Panzer-Pionier-Bataillon 12
  - SS-Panzer-Nachrichten-Abteilung 12
  - SS-Versorgungseinheiten 12
  - SS-Instandsetzungstrupp 12
  - SS-Nachschubtruppen 12
  - SS-Wirtschafts-Battalion 12
  - SS-Sanitäts-Abteilung 12
    - SS-Kriegsberichter-Zug (motorizado) 12
    - SS-Feldgendarmerie-Trupp 12
    - SS-Feldpostamt (motorizado) 12

## Comandantes

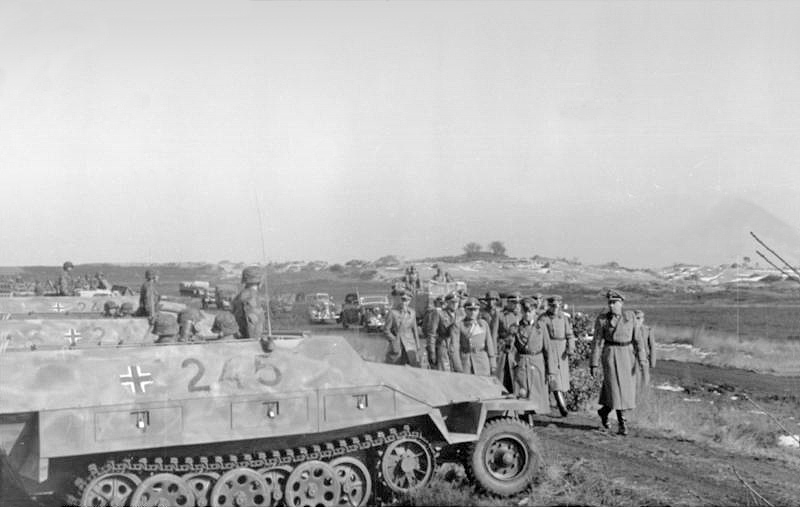
Inspección de las unidades de la "Hitlerjugend", en enero de 1944.

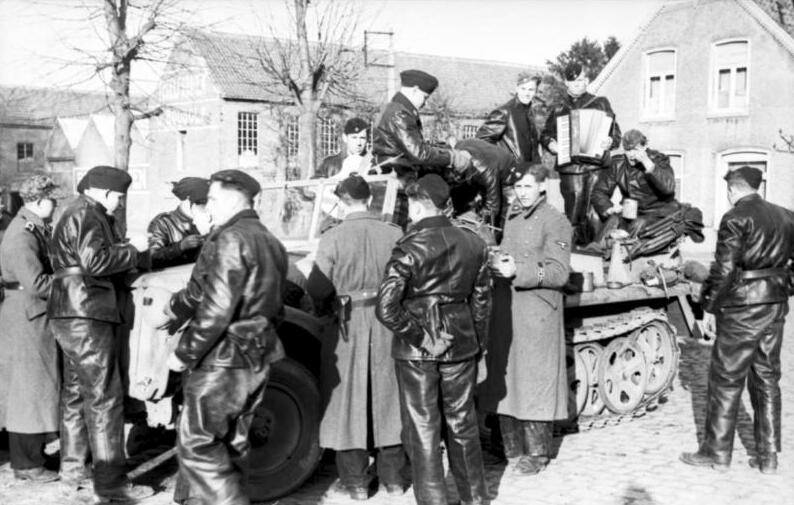
Grupo de soldados "Hitlerjugend" en algún lugar del Norte de Francia, hacia 1943.

| N.º | Retrato | Comandante                                               | Desde                   | Hasta                   |
| --- | ------- | -------------------------------------------------------- | ----------------------- | ----------------------- |
| 1   |         | SS-Brigadeführer Fritz Witt (1908-1944)                  | 24 de junio de 1943     | 14 de junio de 1944     |
| 2   |         | SS-Oberführer Kurt Meyer (1910-1961)                     | 16 de junio de 1944     | 6 de septiembre de 1944 |
| 3   |         | SS-Sturmbannführer Hubert Meyer (1913-2012) en funciones | 6 de septiembre de 1944 | 24 de octubre de 1944   |
| 4   |         | SS-Brigadeführer Fritz Kraemer (1900-1959)               | 24 de octubre de 1944   | 13 de noviembre de 1944 |
| 5   |         | SS-Standartenführer Hugo Kraas (1911-1980)               | 13 de noviembre de 1944 | 8 de mayo de 1945       |

## Condecoraciones

### Cruz de Caballero de la Cruz de Hierro con Hojas de Roble
- SS-Oberführer Kurt Meyer - (27 de agosto de 1944), comandante de la División.

#### Cruz de Plata y Bronce
- Heinrich Andersen - (20 de noviembre de 1944) (Plata).
- Gerhard Bremer - (25 de noviembre de 1944) (Plata).
- Erich Gatternig - (22 de septiembre de 1943) (Bronce).
- Herbert Holzel - (1 de abril de 1943) (Bronce) y el 6 de marzo de 1943) (Plata).
- Alois Hartung - (1 de junio de 1944) (Bronce).
- Hugo Kraas - (15 de octubre de 1943) (Plata).
- Bernhard Krause (?).
- Eberhard Kopke (?).
- Siegfried Muller - (9 de octubre de 1944) (Bronce).
- Heinz Karl Schrott - (5 de mayo de 1944).
- Richard Schulzte (?).